# Mount Rea
Mount Rea ist ein 490 m hoher und markanter Berg im westantarktischen Marie-Byrd-Land. Er ragt in den Ford Ranges zwischen dem Arthur- und dem Boyd-Gletscher auf. An seiner Westflanke erhebt sich der markante Monolith The Billboard.
Entdeckt wurde er bei einem Überflug am 5. Dezember 1929 im Rahmen der Byrd Antarctic Expedition (1928–1930). Deren Expeditionsleiter, der US-amerikanische Polarforscher Richard Evelyn Byrd, benannte ihn nach dem Unternehmerehepaar Henry (* 1865) und Katherine Rea (* 1868) aus Pittsburgh, Sponsoren der Forschungsreise.